# Волохатый, Роман Андреевич
Рома́н Андре́евич Волоха́тый (укр. Роман Андрійович Волохатий; род. 23 августа 2000, Передмирка, Тернопольская область) — украинский футболист, полузащитник клуба «Ингулец».

## Биография
Воспитанник чортковского футбола. В ДЮФЛУ выступал за «Чортков-Педлицей», а на взрослом уровне — за «Кристалл» (Чортков) в любительском чемпионате Украины и чемпионате Тернопольской области. С апреля по июль 2018 года играл в первой лиге Тернопольской области за «Агрониву» (Заводское)).
В июле 2018 года перешёл в тернопольскую «Ниву». В футболке тернопольского клуба дебютировал 18 июля 2018 года в проигранном (1:2) выездном поединке первого квалификационного раунда кубка Украины против николаевской «Виктории». Роман вышел на поле в стартовом составе, а на 67-й минуте его заменил Валентин Зализняк.
Во Второй лиге Украины дебютировал 22 июля 2018 года в ничейном (1:1) выездном поединке 1-го тура против винницкой «Нивы». Роман вышел на поле в стартовом составе и отыграл весь матч. Дебютным голом в футболке «Нивы» отметился 31 августа 2019 года на 29-й минуте ничейного (2:2) домашнего поединка 6-го тура группы А Второй лиги Украины против хмельницкого «Подолья». Волохатый вышел на поле в стартовом составе, а на 54-й минуте его заменил Андрей Малащук. По итогам сезона 2019/20 помог «Ниве» выиграть группу «А» Второй лиги и повыситься в классе.
В Первой лиге Украины дебютировал 5 сентября 2020 года в ничейном (1:1) выездном поединке 1-го тура против харьковского «Металлиста 1925». Роман вышел на поле в стартовом составе, а на 72-й минуте его заменил Андрей Малащук. В Первой лиге Украины дебютным голом отличился 26 сентября 2020 года на 7-й минуте ничейного (1:1) домашнего поединка 4-го тура Первой лиги Украины против краматорского «Авангарда». Волохатый вышел на поле в стартовом составе, а на 66-й минуте его заменил Сергей Кисленко.